# Lobophora magnoliatoidata
Lobophora magnoliatoidata là một loài bướm đêm thuộc họ Geometridae. Nó được tìm thấy ở Alberta, British Columbia, Yukon, Northwest Territories, phía nam through Washington to California.